# Charles Proteus Steinmetz
Charles Proteus Steinmetz, originalment Karl August Rudolf Steinmetz, (1865 - 1923) fou un matemàtic i enginyer elèctric. És conegut per la descoberta del fenomen de la histèresi magnètica i per introduir nous mètodes de càlcul de circuits de corrent altern.
Va néixer a Breslau, el 1865, patint nanisme, cifosi i displàsia. Tot i així, ben aviat va demostrar una gran capacitat en matemàtiques, física i literatura clàssica. Posteriorment va estudiar matemàtiques i química a la Universitat de Breslau, però es va veure obligat a marxar el 1888, primer a Zúric i l'any 1889 als Estats Units, per la seva ideologia socialista.
L'any 1889 va començar a treballar a la companyia General Electric.
Els seus treballs més reconeguts es basen en el corrent altern, camp on va promoure l'ús dels nombres complexos; també va estudiar el cicle d'histèresi dels materials ferromagnètics. El 1902 va entrar com a professor de la Universitat de Schenectady, ubicada a Nova York, on va romandre fins a la seva mort.
El seu treball va ajudar a imposar la distribució de l'energia elèctrica per mitjà de tensions alternes i no contínues com es feia fins a la seva època i a més a més va patentar un gran nombre d'invencions amb aplicacions pràctiques de l'energia elèctrica: motors, generadors, transformadors, estufes...